# Viktor Tišlar
Viktor ("Viki") Tišlar (tudi Viktor Tišler), slovenski hokejist in trener, * 30. november 1941, Jesenice, † 19. september 2013.
Tišlar je bil član HK Jesenice in Jugoslovanske reprezentance. V državnih prvenstvih je za Jesenice dosegel skupaj 302 zadetka in 291 podaj.  V letih 1961, 1964, 1970 in 1972 je bil tudi najboljši strelec lige. Leta 1959 je na tekmi med Jesenicami in Segesto, ki se je končala s 46:1 dosegel kar 11 zadetkov, kar je še danes drugo najvišje število zadetkov na eni tekmi v zgodovini slovenskega hokeja. Na tekmi proti HK Olimpija Ljubljana v Tivoliju mu je uspel svojevrsten dosežek, ko je takratnemu vratarju Olimpije, Tonetu Galetu, dal tri gole v vsega devetih sekundah.
Za reprezentanco Jugoslavije je Tišlar igral med letoma 1961 in 1977. Odigral je skupno 175 tekem, od tega na trinajstih svetovnih prvenstvih in treh na olimpijskih igrah. Za reprezentanco je dosegel je 81 zadetkov in 59 podaj.
Leta 1966 je prestopil k HC Eintracht Frankfurt, kjer je igral kot branilec, čeprav je bil po »naravi« tipični napadalec. Kariero je nadaljeval v Južnoafriški republiki, od tam pa je odšel v ZDA kjer je podpisal pogodbo z Los Angeles Kings, zaigral pa je njihovo podružnično moštvo Springfield Kings v ligi AHL. Skupaj z Albinom Felcom je odigral  tudi eno pripravljalno tekmo za NHL moštvo St. Louis Blues.
Po vrnitivi v domovino je spet zaigral za matični klub Jesenice, čez poletje pa je sodeloval tudi v italijanski poletni ligi.
Po končani tekmovalni karieri je postal trener HK Jesenice Mladi.